# 1908 год в спорте
Список 1908 год в спорте перечисляет спортивные события, произошедшие в 1908 году.

## Российская империя
- Чемпионат России по конькобежному спорту 1908;
- Чемпионат России по лёгкой атлетике 1908;

### Футбол
- Созданы клубы:
  - «Волга» (Тверь);
  - «Ника» (Красный Сулин);
  - «Николаевский спортивный клуб»;
  - «Унион» (Москва);
  - «Шереметьевский кружок спорта»;

## Международные события
- Кубок домашних наций 1908;
- Матч за звание чемпиона мира по шахматам 1908;
- Тур де Франс 1908;
- Создан баскетбольный клуб «По-Ортез»;

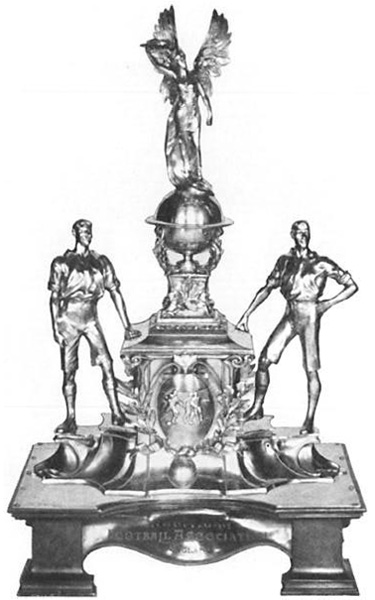
Кубок футбольного турнира Олимпиады 1908 года

### Летние Олимпийские игры 1908
- Академическая гребля;
  - Восьмёрки;
  - Двойки;
  - Одиночки;
  - Четвёрки;
- Бокс;
  - до 52,6 кг;
  - до 57,2 кг;
  - до 63,5 кг;
  - до 71,7 кг;
  - свыше 71,7 кг;
- Борьба;
  - до 54,0 кг;
  - до 60,3 кг;
  - до 66,6 кг;
  - до 73,0 кг;
  - свыше 73,0 кг;
  - до 66,6 кг;
  - до 73,0 кг;
  - до 93,0 кг;
  - свыше 93,0 кг;
- Велоспорт;
  - 100 километров;
  - 20 километров;
  - 5000 метров;
  - 660 ярдов;
  - Командная гонка преследования;
  - Спринт;
  - Тандем;
- Водное поло;
  - Составы;
- Водно-моторный спорт;
- Жё-де-пом;
- Лакросс;
- Лёгкая атлетика;
  - Бег на 100 метров;
  - Бег на 110 метров с барьерами;
  - Бег на 1500 метров;
  - Бег на 200 метров;
  - Бег на 3 мили среди команд;
  - Бег на 3200 метров с препятствиями;
  - Бег на 400 метров;
  - Бег на 400 метров с барьерами;
  - Бег на 5 миль;
  - Бег на 800 метров;
  - Марафон;
  - Метание диска;
  - Метание диска греческим стилем;
  - Метание копья;
  - Метание копья вольным стилем;
  - Метание молота;
  - Прыжки в высоту;
  - Прыжки в высоту с места;
  - Прыжки в длину;
  - Прыжки в длину с места;
  - Прыжки с шестом;
  - Смешанная эстафета;
  - Толкание ядра;
  - Тройной прыжок;
  - Ходьба на 10 миль;
  - Ходьба на 3500 метров;
- Парусный спорт;
  - 12 метров;
  - 6 метров;
  - 7 метров;
  - 8 метров;
- Перетягивание каната;
- Плавание;
  - 100 метров вольным стилем;
  - 100 метров на спине;
  - 1500 метров вольным стилем;
  - 200 метров брассом;
  - 400 метров вольным стилем;
  - эстафета 4×200 метров вольным стилем;
- Поло;
- Прыжки в воду;
  - Вышка;
  - Трамплин;
- Регби;
- Рэкетс;
  - Одиночный разряд;
  - Парный разряд;
- Спортивная гимнастика;
  - Индивидуальное первенство;
  - Командное первенство;
- Стрельба из лука;
  - Двойной йоркский круг;
  - Двойной национальный круг;
  - Континентальный стиль;
- Стрельба;
  - Армейская винтовка среди команд;
  - Винтовка среди команд, 300 метров;
  - Винтовка, 1000 ярдов;
  - Винтовка, 300 метров;
  - Малокалиберная винтовка лёжа, 50 и 100 ярдов;
  - Малокалиберная винтовка среди команд, 50 и 100 ярдов;
  - Малокалиберная винтовка, исчезающая мишень, 25 ярдов;
  - Малокалиберная винтовка, подвижная мишень, 25 ярдов;
  - Пистолет среди команд, 50 ярдов;
  - Пистолет, 50 ярдов;
  - Подвижная мишень двойными выстрелами;
  - Подвижная мишень одиночными выстрелами;
  - Подвижная мишень одиночными выстрелами среди команд;
  - Трап;
  - Трап среди команд;
- Теннис;
  - Женский одиночный турнир;
  - Женский одиночный турнир (зал);
  - Мужской одиночный турнир;
  - Мужской одиночный турнир (зал);
  - Мужской парный турнир;
  - Мужской парный турнир (зал);
- Фехтование;
  - Шпага;
- Фигурное катание;
- Футбол;
- Хоккей на траве;
- Итоги летних Олимпийских игр 1908 года;

### Чемпионаты Европы
- Чемпионат Европы по конькобежному спорту 1908;
- Чемпионат Европы по фигурному катанию 1908;

### Чемпионаты мира
- Матч за звание чемпиона мира по шахматам 1908;
- Чемпионат мира по тяжёлой атлетике 1908;
- Чемпионат мира по фигурному катанию 1908;

### Футбол
- Чемпионат Уругвая по футболу 1908;
- Созданы клубы:
  - «Атлетико Минейро»;
  - «Бари»;
  - «Бедфорд Таун»;
  - «Бранн»;
  - «Викингур» (Рейкьявик);
  - «Вилла-Нова» (Нова-Лима);
  - «Жилина»;
  - «Интернационале»;
  - «Каррарезе»;
  - «Кембридж Сити»;
  - ЛАСК;
  - «Лодзь»;
  - «Новара»;
  - «Пау-Гранде»;
  - «Пелотас»;
  - «Прато»;
  - «Реал Мурсия»;
  - «Рюмеланж»;
  - «Сан-Лоренсо де Альмагро»;
  - «Санта-Круз» (Ресифи);
  - «Сантбоя»;
  - «Сент-Олбанс Сити»;
  - «Славия» (Сараево);
  - «Стад Дюделанж»;
  - «Стронгест»;
  - «Тритиум»;
  - «Уракан»;
  - «Фарсли Селтик»;
  - «Фейеноорд»;
  - «Фишер Атлетик»;
  - «Флитвуд Таун»;
  - «Фрам»;
  - «Хаддерсфилд Таун»;
  - «Хартлпул Юнайтед»;
  - «Хасмонея»;
  - «Хендон»;
  - «Хомбург»;
  - «Эребру»;

#### Англия
- Футбольная лига Англии 1907/1908;
- Футбольная лига Англии 1908/1909;
- ФК «Манчестер Юнайтед» в сезоне 1907/1908;
- ФК «Манчестер Юнайтед» в сезоне 1908/1909;

### Хоккей с шайбой
- Создан клуб «Млада Болеслав»;

### Плавание
- 19 июля — Создана Международная федерация плавания[1]